# 聖書長老教会
聖書長老教会（せいしょちょうろうきょうかい、英語:The Bible Presbyterian Church）は、アメリカ合衆国のプロテスタント教派である。1937年に形成された。創立者は保守的な教職者カール・マッキンタイアー、オリバー・バズウェル、アレン・マクレーらである。フランシス・シェーファーは、この教派で牧師按手を受けた最初の牧師である。聖書長老教会の最初の会議は、1938年、ニュージャージー州で開かれた。
聖書長老教会は、正統長老教会の枝から継続する。保守派はすでにアメリカ合衆国長老教会から分離していたが、重要な意見の相違が保守主義者内にもあった。正統長老教会に二つのグループが存在することが明白になってきた。第一のグループは、礼拝、神学においてより伝統的であり、改革派の神学（ウェストミンスター信仰告白とウェストミンスター教理問答）に立った。
もう一方のグループは、文化的、政治的問題に対して保守的な関心を示した。このグループは本質的にキリスト教根本主義的であり、聖書派と結び付けられた。マッキンタイアーは、アメリカの宗教と政治におけるキリスト教右派と呼ばれるようになったものの基礎を敷いた。
二つの大きな問題が正統長老教会のこれら二つのグループの存在を明白にした。一つは、キリスト教根本主義に対する、伝統的な改革派信仰であった。これはアルコール使用についての対立に至った。正統側は酒に酔うことは非難したが、聖書がまったくアルコールを否定しているとはしなかった。聖書側は聖書がアルコールを禁止したとした。（キリスト教とアルコール参照）。
二つ目は、契約神学に忠実か、ディスペンセーショナリズムに許容的であるかの差であった。聖書側は歴史的な改革派神学の契約神学に立つより、むしろディスペンセーションのスコフィールド聖書を使うようになっていた。このスコフィールドの注釈は、正統側のウェストミンスター神学校の教授らによって批判されていた。
正統長老教会が形成されて二年後の1938年に、聖書長老教会はそこから出たが、両者の関係は険悪なものではなかった。聖書長老教会が常に恵みの契約の教理（非ディスペンセーション的な教理）を保持し、後の会議でディスペンセーショナリズムを否定したことは指摘されなければならない。
1955年-1956年に聖書長老教会内で分裂が起こった。一つの派は福音長老教会の名称を採用した。残ったシノッドは、聖書長老教会を維持した。
聖書長老教会は、シノッドによって管理される宣教と教育の委員会を有していない。しかし、毎年、宣教、カレッジ、神学校のための独立委員会を承認する。